# 榎木橋

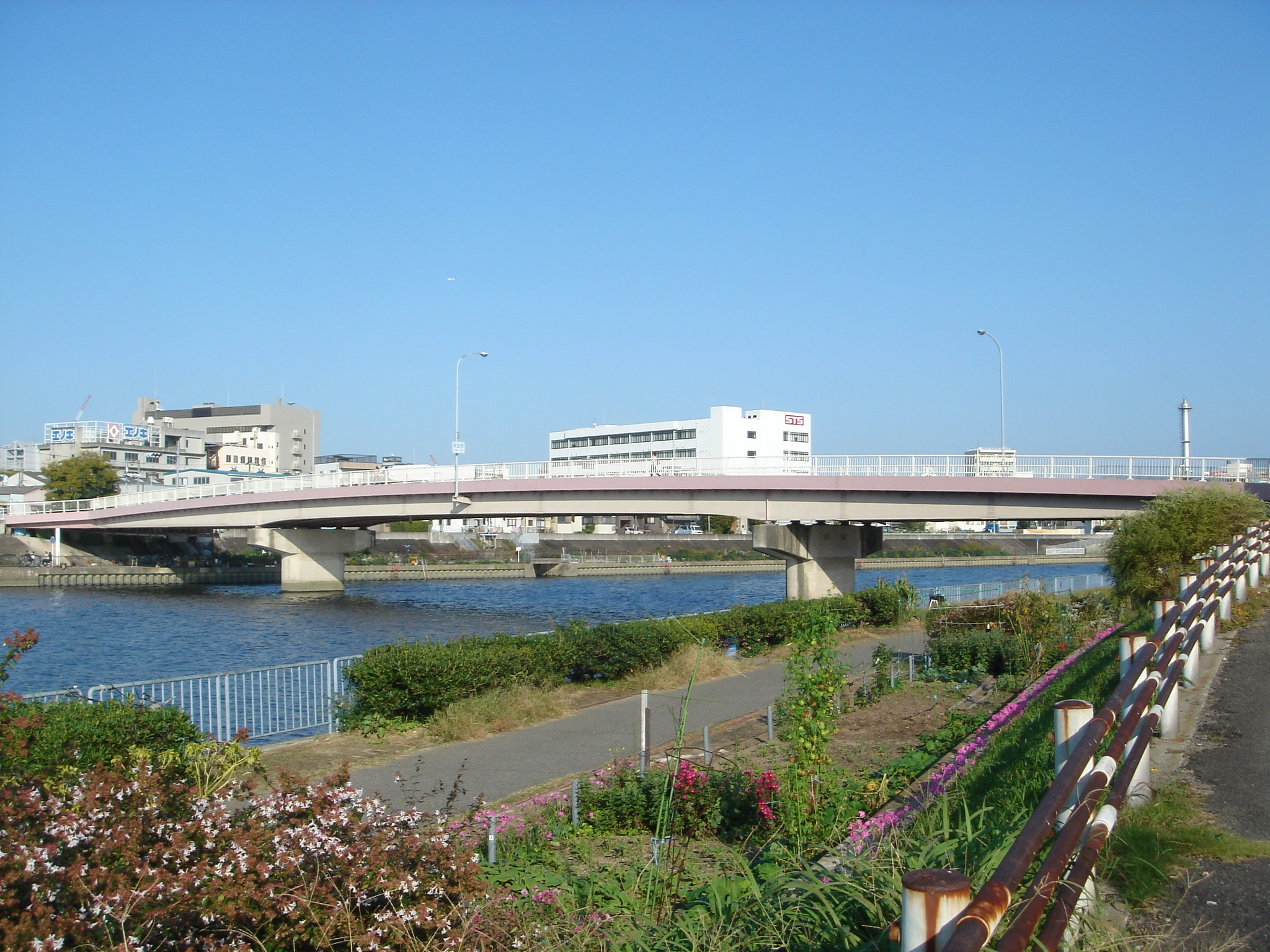
榎木橋（2007年（平成19年）10月）

榎木橋（えのきばし）は、大阪府の神崎川に架けられた大阪府道134号熊野大阪線の橋である。吹田市と大阪市淀川区を結ぶ。
吹田市側の地名は江の木町（えのきちょう）、淀川区側の地名は十八条である。
淀川区側は、大阪シティバスの終点である「榎木橋」停留所がある。（41号系統、69号系統）。
橋南詰には、なにわ自転車道の出入口が存在する。
座標: 北緯34度45分4.4秒 東経135度29分31.7秒 / 北緯34.751222度 東経135.492139度